# Крас 52
«Крас 52» — назва рукопису з підписом PL-Wn MS III.8054 (olim: Krasinski 52), який є найціннішим польським джерелом середньовічної поліфонічної музики.
Раніше рукопис перебував у колекції Бібліотеки Ординації Красінських (звідси й підпис «Kras. 52», який є розмовним терміном для позначення пам'ятки). Зараз він зберігається у фондах Національної бібліотеки у Варшаві, у відділі рукописів.
Музична частина рукопису є найціннішим збереженим середньовічним рукописом з колишньої бібліотеки Красінських. Цю частину також іноді називають найважливішою пам'яткою польської музичної культури періоду до Фридерика Шопена.

## Історія
Створення окремих частин «Крас 52» датується 1430-1455 роком. Згадку про пам'ятку, яка на той час перебувала в колекції Костянтина Свідзінського, опублікував у 1857 році. Войцех Совінський. Після 1857 року рукопис потрапив до бібліотеки Красінських. У другій половині XIX століття п'ять окремих частин були об'єднані в одне ціле. Першу детальнішу інформацію про рукопис надав у 1907 році Олександр Полінський.
Як власність Бібліотеки Красінських, пам'ятка проіснувала до 1944 року, коли колекція бібліотеки, яка тоді знаходилася у Варшаві на вулиці Окульніка, 9, була навмисно підпалена нацистськими окупантами. Вважалося, що «Крас 52» згорів разом з цією колекцією. Однак у 1948 році рукопис був випадково знайдений у Баварській державній бібліотеці Мюнхена Каролем Естрайхером, який помітив знайому палітурку тому, який ніс німецький бібліотекар. Можливо, документ був вивезений до Райху музикознавцем Вольфгангом Беттіхером під час війни. Ідентифікований рукопис було повернуто до Польщі.
У міжвоєнний період та після 1945 року багато провідних музикознавців (зокрема Генрик Опенський, Здіслав Яхімецький, Адольф Чибінський, Марія Щепанська) присвятили рукопису трактати. Сучасні дослідження рукопису проводили Мирослав Перз та Ельжбета Зволінська.

## Опис
Рукопис розміром 30,4 на 22 см складається з 206 аркушів (останній аркуш має номер 205, оскільки два аркуші були пронумеровані 9) та одинадцяти захисних аркушів (I-VI та VII-XI). Папір, на якому написаний рукопис, датується другою половиною 1540-1550-х років (за винятком сторінок 163-172, де філігрань схожа на філігрань кінця XIV століття). Світла шкіряна палітурка з тисненням та декоративним написом на корінці «Рукопис 15 ст.» виготовлена у XIX столітті. Почерк має риси, характерні для 15 століття. Скромна орнаментика (червоні та зелені ініціали) присутня лише на ранніх згинах рукопису.